# Как дед великое равновесие нарушил
«Как дед великое равновесие нарушил» — советский кукольный мультипликационный фильм Владимира Данилевича, снятый на студии «Союзмультфильм» в 1976 году по сценарию Л. Шварца по сказке Виталия Бианки «Сова».

## Сюжет
На лугу летают шмели. Посреди луга стоит накренённый бревенчатый дом. Под окном надпись: «Корова в рогоже — нет её дороже». В доме за столом у самовара сидит бородатый мужик, пьёт молоко из кувшина. В сарае корова жуёт траву. Мужик допил чай, накрыл блюдце чашкой, вышел из дома. Шел напевая и едя бублик. Дошёл до коровы и достал из кармана конфету, скормил её корове. Прилетела сова и поздоровалась с мужиком, назвала его другом. А мужик в ответ, бублик доедая, от дружбы отказываться стал. Рассердилась сова, пообещала больше не ловить мышей на лугу. Не прислушался мужик и прогнал сову. Улетела сова к себе в дупло и закрылась там. Настала ночь, мышата в норе при свете лампы играют в жмурки, мышь вяжет. Выглянула одна из мышей из норы — не видать и не слыхать совы, сообщали об этом всем мышам. Обрадовались мыши, выбежали на луг и ну бегать, траву топтать, шмелей гонять, сачками их ловить. Испугались шмели, собрали пожитки и улетели с луга. Просыпается мужик на печке, слышит, как сова из дупла говорит: «мыши на охоту вышли». Мужик отвечает: «а пускай идут». Перевернулся на другой бок и снова заснул. Настало утро. Проснулся мужик, открыл окно, да на улицу выглянул. Глядь, а на лугу вся трава пожухла. Не расстроился мужик, потянулся, да и махнул рукой. Лежит мужик у забора, покачивает ногой. Тут корова замычала, а сова из дупла говорит: «все шмели разлетелись». А старик в ответ: «пусть летят, нет от них толку, только волдыри». А корова в сарае грустит. Снова сова из дупла: «как бы самому цветы опылять не пришлось». А мужик в ответ: «ветром опылятся». Снова сова из дупла: «корова мычит — клеверу просит». Подошёл мужик к исхудавшей корове, погладил её по голове, достал из кармана конфету, предложил корове, а корова головой мотает, не принимает угощение. Мыши на лугу развлекаются, пляшут. Пригорюнился мужик, сидя за столом: нету молока. Пошёл мужик в лес. Постучал сове в дупло. Попросил у совы помощи. Простила сова. Полетела на луг. Разогнала мышей. Вернулись шмели. Расцвёл клевер. Корова пришла на луг, стала клевер жевать, поправляться. Снова у мужика молоко на столе появилось. Стал он теперь и сову в гости звать, за стол сажать, угощать. Стоя у окна, озвучил мужик мораль: «Дружно — не грузно, а врозь — хоть брось».

## Съёмочная группа
| Автор сценария       | Л. Шварц. |
| Режиссёр             | Владимир Данилевич. |
| Художник-постановщик | Анатолий Курицын. |
| Куклы и декорации    | Владимир Алисов, Александр Горбачёв, Павел Гусев, Светлана Знаменская, Михаил Колтунов, Олег Масаинов, Галина Филиппова, Марина Чеснокова. |
| Мультипликаторы      | Майя Бузинова, Иосиф Доукша. |
| Оператор             | Владимир Сидоров. |
| Монтажёр             | Г. Филатова. |
| Композитор           | Евгений Ботяров. |
| Звукооператор        | Георгий Мартынюк. |
| Редактор             | Наталья Абрамова. |
| Директор             | Л. Варенцова. |
| Роли озвучивает      | Лев Дуров. |
| Текст читает         | Лев Дуров. |

## Технические данные
| Название          | Как дед великое равновесие нарушил             |
| Тип               | кукольный                                      |
| Продолжительность | 8 минут 31 секунда                             |
| Киностудия        | Союзмультфильм (объединение кукольных фильмов) |
| Дата производства | 1976 год                                       |

## Описание, отзывы, критика
«Как дед великое равновесие нарушил» — это предназначенный детям мультипликационный фильм о единстве природы, снятый по сказке Виталия Бианки «Сова».
В 1978 году переработанная (на основе мультфильма) сказка Виталия Бианки «Сова» (с текстом Л. Шварц и иллюстрациями Анатолия Курицына) была опубликована отдельным изданием в издательстве «Бюро пропаганды советского киноискусства» в серии «Фильм-сказка» тиражом 300 000 экземпляров.
В 1988 году фрагменты данного мультфильма использовались в телепередаче «Биосфера» для учеников пятых классов из цикла передач по географии, выпущенных Главной редакцией научно-популярных и учебных программ Центрального телевидения СССР, для демонстрации того, что произойдёт, если будет нарушено хоть одно из звеньев биосферной цепи.
В 2018 году Ольга Морозова и Нина Ступникова отнесли мультфильм «Как дед великое равновесие нарушил» к числу наиболее известных и любимых талантливых экранизаций сказок Бианки.
В 2023 году Вега Пустовалова назвала мультфильм «Как дед великое равновесие нарушил» примером отобранного путём многогодовых поисков наиболее эффективной педагогически адаптированной формы предъявления идеи принципиальной возможности гармоничного взаимодействия природы и общества при условии знания последним экологического императива и готовности обучаться у природы мудростью.